# Isohypsibius tetradactyloides
Isohypsibius tetradactyloides är en djurart som tillhör fylumet trögkrypare, och som först beskrevs av Ferdinand Richters 1907.  Isohypsibius tetradactyloides ingår i släktet Isohypsibius och familjen Hypsibiidae. Arten är reproducerande i Sverige. Inga underarter finns listade i Catalogue of Life.